# Liste der Baudenkmale in Langenhagen
Diese unvollständige Liste der Baudenkmale in Langenhagen enthält Baudenkmale der Kernstadt der niedersächsischen Stadt Langenhagen und seiner Ortsteile.

## Engelbostel
| Lage                                            | Bezeichnung            | Beschreibung | ID | Bild           |
| ----------------------------------------------- | ---------------------- | ------------ | -- | -------------- |
| Alt Engelbostel 37 52° 26′ 56″ N, 9° 39′ 38″ O  | Wohnwirtschaftsgebäude |              |    | BW             |
| Alt Engelbostel 44 52° 26′ 58″ N, 9° 39′ 36″ O  | Wohnhaus               |              |    | BW             |
| Alt Engelbostel 51 52° 26′ 57″ N, 9° 39′ 32″ O  | Wohnhaus               |              |    | BW             |
| Alt Engelbostel 64 52° 26′ 57″ N, 9° 39′ 27″ O  | Wohnhaus               |              |    | BW             |
| Alt Engelbostel 96 52° 26′ 52″ N, 9° 39′ 12″ O  | Längsdurchfahrtscheune |              |    | BW             |
| Alt Engelbostel 106 52° 26′ 53″ N, 9° 39′ 7″ O  | Friedhof               |              |    |                |
| Am Spritzenhaus 3-5 52° 26′ 49″ N, 9° 39′ 34″ O | Wohnhaus               |              |    |                |
| Am Spritzenhaus 7 52° 26′ 50″ N, 9° 39′ 34″ O   | Wohnhaus               |              |    | BW             |
| Fellwiesenweg 8 52° 26′ 57″ N, 9° 39′ 59″ O     | Hof                    |              |    | BW             |
| Heidestraße 22 52° 26′ 54″ N, 9° 40′ 2″ O       | Wohnhaus               |              |    | BW             |
| Im Eikhof 11 52° 26′ 47″ N, 9° 39′ 13″ O        | Wohnwirtschaftsgebäude |              |    |                |
| Kananohe 5 52° 28′ 28″ N, 9° 40′ 19″ O          | Wohnhaus               |              |    | BW             |
| Kirchstraße 46 52° 26′ 50″ N, 9° 39′ 25″ O      | Wohnhaus               |              |    |                |
| Kirchstraße 48 52° 26′ 48″ N, 9° 39′ 26″ O      | Wohnhaus               |              |    |                |
| Kirchstraße 58 52° 26′ 48″ N, 9° 39′ 21″ O      | Pfarrhaus              |              |    |                |
| Kirchstraße 62 52° 26′ 49″ N, 9° 39′ 18″ O      | Kirche                 |              |    | Weitere Bilder |
| Kirchstraße 69 52° 26′ 47″ N, 9° 39′ 22″ O      | Wohnhaus               |              |    | BW             |
| Kirchstraße 71 52° 26′ 47″ N, 9° 39′ 21″ O      | Wohnhaus               |              |    | BW             |
| Kirchstraße 73 52° 26′ 47″ N, 9° 39′ 20″ O      | Wohnhaus               |              |    | BW             |
| Kirchstraße 75 52° 26′ 47″ N, 9° 39′ 18″ O      | Wohnhaus               |              |    | BW             |
| Kirchstraße 83 52° 26′ 49″ N, 9° 39′ 15″ O      | Wohnhaus               |              |    |                |
| Köllingsmoor 37 52° 26′ 4″ N, 9° 37′ 53″ O      | Hof                    |              |    | BW             |
| Krähenberg 1 52° 27′ 0″ N, 9° 39′ 32″ O         | Wohnhaus               |              |    | BW             |
| Krähenberg 8 52° 27′ 10″ N, 9° 39′ 48″ O        | Wohnhaus               |              |    | BW             |
| Kreuzwippe 1 52° 26′ 46″ N, 9° 39′ 26″ O        | Schule                 |              |    |                |
| Resser Straße 1 52° 26′ 53″ N, 9° 39′ 14″ O     | Gaststätte             |              |    |                |
| Teichweg 52° 26′ 50″ N, 9° 39′ 53″ O            | Kriegerehrenmal        |              |    | BW             |

## Godshorn
| Lage                                           | Bezeichnung | Beschreibung | ID | Bild |
| ---------------------------------------------- | ----------- | ------------ | -- | ---- |
| Alt Godshorn 63 52° 26′ 18″ N, 9° 42′ 32″ O    | Kapelle     |              |    |      |
| Alt Godshorn 71 52° 26′ 19″ N, 9° 42′ 28″ O    | Wohnhaus    |              |    | BW   |
| Am Kielenkamp 3 52° 26′ 19″ N, 9° 41′ 57″ O    | Wohnhaus    |              |    | BW   |
| Im Moore 25 52° 26′ 10″ N, 9° 42′ 13″ O        | Wohnhaus    |              |    | BW   |
| Brinker Straße 3 52° 26′ 14″ N, 9° 42′ 37″ O   | Wohnhaus    |              |    | BW   |
| Kapellenweg 4 52° 26′ 18″ N, 9° 42′ 32″ O      | Wohnhaus    |              |    | BW   |
| Rährweg 17 52° 26′ 20″ N, 9° 42′ 9″ O          | Schule      |              |    | BW   |
| Unter den Eichen 4 52° 26′ 13″ N, 9° 42′ 30″ O | Wohnhaus    |              |    | BW   |

## Kaltenweide
| Lage                                              | Bezeichnung            | Beschreibung | ID       | Bild           |
| ------------------------------------------------- | ---------------------- | ------------ | -------- | -------------- |
| Am Weiherfeld 7 52° 28′ 36″ N, 9° 43′ 48″ O       | Scheune                |              |          | BW             |
| Kananoher Straße 23 52° 28′ 30″ N, 9° 43′ 40″ O   | Schule                 |              |          |                |
| Kananoher Straße 24 52° 28′ 33″ N, 9° 43′ 37″ O   | Wohnwirtschaftsgebäude |              |          | BW             |
| Lindenstraße 20 52° 28′ 43″ N, 9° 43′ 31″ O       | Wohnhaus               |              |          | BW             |
| Lindenstraße 34/34A 52° 28′ 53″ N, 9° 43′ 24″ O   | Wohnwirtschaftsgebäude |              |          | BW             |
| Mühlenweg 12 52° 28′ 21″ N, 9° 43′ 48″ O          | Mühle                  |              | 30968555 | Weitere Bilder |
| Wagenzeller Straße 4 52° 28′ 17″ N, 9° 44′ 0″ O   | Wohnhaus               |              |          | BW             |
| Wagenzeller Straße 7 52° 28′ 22″ N, 9° 44′ 1″ O   | Wohnhaus               |              |          | BW             |
| Wagenzeller Straße 10 52° 28′ 23″ N, 9° 44′ 3″ O  | Scheune                |              |          | BW             |
| Wagenzeller Straße 11 52° 28′ 24″ N, 9° 44′ 2″ O  | Hof                    |              |          | BW             |
| Wagenzeller Straße 16 52° 28′ 34″ N, 9° 44′ 10″ O | Hof                    |              |          | BW             |
| Wagenzeller Straße 18 52° 28′ 35″ N, 9° 44′ 6″ O  | Hof                    |              |          |                |
| Altenhorst 5 52° 29′ 19″ N, 9° 44′ 24″ O          | Wohnhaus               |              |          | BW             |
| Altenhorst 13 52° 29′ 23″ N, 9° 44′ 30″ O         | Wohnhaus               |              |          | BW             |
| Hainhaus 16 52° 29′ 8″ N, 9° 45′ 58″ O            | Hofstelle              |              |          | BW             |
| Maspe 2 52° 29′ 45″ N, 9° 45′ 33″ O               | Hof                    |              |          | BW             |
| Twenge 1 52° 29′ 14″ N, 9° 45′ 8″ O               | Hof                    |              |          | BW             |

## Krähenwinkel
| Lage                                             | Bezeichnung | Beschreibung | ID | Bild |
| ------------------------------------------------ | ----------- | ------------ | -- | ---- |
| Walsroder Straße 269 52° 27′ 57″ N, 9° 44′ 17″ O | Wohnhaus    |              |    | BW   |
| Walsroder Straße 273 52° 27′ 59″ N, 9° 44′ 15″ O | Hof         |              |    | BW   |
| Walsroder Straße 314 52° 27′ 59″ N, 9° 44′ 8″ O  | Schule      |              |    | BW   |

## Langenhagen
| Lage                                                | Bezeichnung                                                 | Beschreibung | ID       | Bild           |
| --------------------------------------------------- | ----------------------------------------------------------- | --- | -------- | -------------- |
| Bahnhofsplatz 9 52° 27′ 3″ N, 9° 44′ 11″ O          | Bahnstation                                                 | |          |                |
| Evershorster Straße 70 52° 27′ 53″ N, 9° 42′ 49″ O  |                                                             | |          | BW             |
| Hagenhof 4 52° 26′ 37″ N, 9° 44′ 17″ O              | Wohnhaus                                                    | |          |                |
| Imhoffstraße 20 52° 26′ 45″ N, 9° 44′ 2″ O          | Ehrenanlage                                                 | |          | BW             |
| Karl-Kellner-Straße 78B 52° 26′ 49″ N, 9° 44′ 11″ O | Friedhof                                                    | |          | Weitere Bilder |
| Kastanienallee 15 52° 26′ 12″ N, 9° 43′ 46″ O       |                                                             | |          |                |
| Kastanienallee 29 52° 26′ 8″ N, 9° 43′ 37″ O        | Wohnhaus                                                    | |          | BW             |
| Kirchplatz 1 52° 26′ 50″ N, 9° 44′ 26″ O            | Elisabethkirche von 1867 mit spätmittelalterlichem Westturm | |          | Weitere Bilder |
| Niedersachsenstraße 3 52° 26′ 50″ N, 9° 44′ 15″ O   | Hermann-Löns-Schule                                         | |          |                |
| Robert-Koch-Straße 4 52° 27′ 4″ N, 9° 44′ 40″ O     |                                                             | |          |                |
| Rohdehof 20 52° 26′ 35″ N, 9° 44′ 16″ O             | Wohnhaus, Herrenhaus von Rohde                              | | 30969304 | Weitere Bilder |
| Stadtparkallee 33 52° 26′ 41″ N, 9° 44′ 33″ O       | Isolierstation der Heil- und Pflegeanstalt                  | In der ehemaligen Isolierstation der Heil- und Pflegeanstalt hat heute (Stand: 2023) das Stadtarchiv Langenhagen seinen Sitz |          |                |
| Stadtparkallee 28 52° 26′ 40″ N, 9° 44′ 41″ O       | Kapelle                                                     | |          |                |
| Stadtparkallee 39 52° 26′ 43″ N, 9° 44′ 45″ O       | Wasserturm                                                  | |          |                |
| Theodor-Heuss-Straße 41 52° 26′ 52″ N, 9° 45′ 34″ O | Ehrenmalgruppe                                              | |          | BW             |
| Walsroder Straße 42 52° 26′ 9″ N, 9° 43′ 55″ O      | Wohnhaus                                                    | |          |                |
| Walsroder Straße 44 52° 26′ 11″ N, 9° 43′ 57″ O     | Bunker                                                      | |          |                |
| Walsroder Straße 91b 52° 26′ 17″ N, 9° 44′ 3″ O     | Dorfkrug                                                    | |          |                |
| Walsroder Straße 114 52° 26′ 44″ N, 9° 44′ 17″ O    | Wohnhaus                                                    | |          |                |
| Walsroder Straße 116 52° 26′ 45″ N, 9° 44′ 18″ O    | Wohnhaus                                                    | |          |                |
| Walsroder Straße 127 52° 26′ 50″ N, 9° 44′ 24″ O    | Wohnhaus                                                    | |          |                |

## Schulenburg
| Lage                                      | Bezeichnung            | Beschreibung | ID | Bild |
| ----------------------------------------- | ---------------------- | --- | -- | ---- |
| Amtsweg 8 52° 26′ 31″ N, 9° 40′ 27″ O     | Umspannwerk            | Das ehemalige Umspannwerk ist ein Ziegelbau aus dem Jahre 1904. Seit 1928 wird das Umspannwerk als Wohnhaus genutzt. |    | BW   |
| Dorfstraße 51 52° 26′ 47″ N, 9° 40′ 33″ O | Wohnwirtschaftsgebäude | |    | BW   |
| Dorfstraße 71 52° 26′ 57″ N, 9° 40′ 35″ O | Wohnwirtschaftsgebäude | |    | BW   |

## Abgegangene Baudenkmale
| Lage                                                     | Bezeichnung | Beschreibung | ID | Bild                                                                                             |
| -------------------------------------------------------- | ----------- | ------------ | -- | ------------------------------------------------------------------------------------------------ |
| Engelbostel Fellwiesenweg 5 52° 26′ 59″ N, 9° 39′ 59″ O  | Wohnhaus    |              |    | [[Vorlage:Bilderwunsch/code!/C:52.44973,9.66626!/D:Engelbostel Fellwiesenweg 5, Wohnhaus!/\|BW]] |
| Langenhagen Kastanienallee 3 52° 26′ 15″ N, 9° 43′ 56″ O | Hof         |              |    | [[Vorlage:Bilderwunsch/code!/C:52.43746,9.73232!/D:Langenhagen Kastanienallee 3, Hof!/\|BW]]     |